# Chapsa platycarpella
Chapsa platycarpella är en lavart som först beskrevs av Vain., och fick sitt nu gällande namn av Frisch. Chapsa platycarpella ingår i släktet Chapsa och familjen Graphidaceae.   Inga underarter finns listade i Catalogue of Life.